# 座頭市逆手斬り
『座頭市逆手斬り』（ざとういちさかてぎり）は、1965年の日本映画。勝新太郎の代表作、座頭市シリーズの第11作。

## あらすじ
賭博に関与した罪で入牢中の市は、殺人の疑いを掛けられて入牢中の代貸から、彼の無実を証明できる人物に自分の状況を知らせるよう頼まれる。

## スタッフ
- 原作：子母沢寛
- 脚本：浅井昭三郎
- 監督：森一生
- 撮影：今井ひろし
- 録音：海原幸夫
- 照明：谷口登司夫
- 美術：太田誠一
- 音楽：大森盛太郎
- 編集：谷口登司夫

## 出演
- 座頭市：勝新太郎
- 百太郎：藤山寛美
- お米：滝瑛子
- お千代：明星雅子
- 荒磯の重兵衛：石山健二郎
- 木島の左平次：島田竜三
- 片瀬の島蔵：水原浩一
- 乾一平太：守田学
- 黒馬の仙八：原田詃
- おその：村瀬幸子
- 伊皿子の辰吉：木村玄
- 青田の鎌十：玉置一恵
- 権十：勝村淳
- 錣岩：松田剛武
- 上総屋の主人：南部彰三
- 嘉助：森内一夫

## 併映作品
- 『新鞍馬天狗』: 安田公義監督